# Ciclopentadieno
Ciclopentadieno é o hidrocarboneto cíclico com cinco carbonos e duas insaturações, de fórmula química C5H6.